# Ndaba kaMageba
Ndaba kaMageba was zoon van koning Mageba kaGumede en koning van de Zoeloes van 1745 tot 1763. Een zoon en zijn opvolger was Jama kaNdaba.
Mnguni · Nkosinkulu · Mdlani · Luzumana · Malandela · Ntombela · Zulu · Gumede · Phunga · Mageba · Ndaba · Jama · Senzangakhona · Shaka · Dingane · Mpande · Cetshwayo · Dinuzulu · Solomon · Cyprian · Goodwill · Misuzulu